# 152583 Saone
152583 Saone este o planetă minoră (asteroid) din centura de asteroizi. A fost descoperită pe 4 octombrie 1994 la osservatorio astronomico della Montagna Pistoiese⁠(d) de Luciano Tesi⁠(d). 
Obiectul prezintă o orbită caracterizată de o semiaxă mare de 2,348865767272 UAi, o excentricitate de 0,28355696797377, o înclinație de 0,72848786749537 ° în raport cu ecliptica.